# Musikjahr 1500
Liste der Musikjahre

◄ | 1496 | 1497 | 1498 | 1499 | Musikjahr 1500 | 1501 | 1502 | 1503 | 1504 | ► | ►►

Weitere Ereignisse
Dieser Artikel behandelt das Musikjahr 1500.

## Ereignisse

### Heiliges Römisches Reich
- Jasper de Atrio war von 1485 bis 1500 Tenorist an der Liebfrauenkirche in Brügge.[1]
- Johann Conrad von Bodman (vor 1480–1510), seit 1487 als Domherr am Konstanzer Münster nachweisbar, war seit 1498 Domkantor.[2]
- Der Musiktheoretiker Udalricus Burchardi beginnt sein Studium an der Universität Leipzig.
- Antonio Bidon, einer der berühmtesten Sänger seiner Zeit, ist von 1500 bis 1502 Sopransänger in der Hofkapelle Herzog Philiberts II. von Savoyen.[3]
- Jheronimus de Clibano war von 1499 bis 1500 Chormeister an der Liebfrauenkathedrale in Antwerpen.[4]
- Loyset Compère bekleidet vom 30. April 1498 und dem 5. Mai 1500 das Amt eines doyen (Dekan oder Ältester) an der Kollegiatkirche Saint-Géry in Cambrai und stand somit 48 Kanonikern vor. Er hatte die Stellung seit 30. April 1498 inne. Danach war er bis 1503 oder 1504 Propst an der Kollegiatkirche Saint-Pierre in Douai.[5][6]

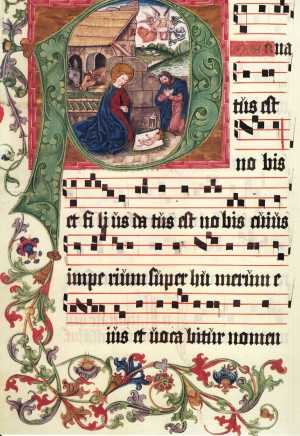
Der Weihnachts-Introitus Puer natus est (deutsch: Ein Junge ist geboren) in gregorianischer Quadratnotation. Choralbuch aus dem Klarissenkloster Bamberg (entstanden um 1500).

- Adam von Fulda war von 1491 bis 1501 Hofkapellmeister und Hofkomponist am Hof Friedrichs des Weisen in Torgau.
- Heinrich Isaac, der am 3. April 1497 in Innsbruck sein Dienstgelöbnis unterschrieben hatte und damit als „Componist und diener“ beim habsburgischen Hof angestellt ist, folgt spätestens ab 1. Februar seinem Dienstherrn Maximilian I. fast zwei Jahre lang auf dessen Reisen. So gibt es nachweislich am 15. April und 8. September 1500 Aufenthalte in Augsburg, am 7. November 1500 in Nürnberg, am 20. März 1501 in Wels und am 10. November 1501 wieder in Nürnberg, außerdem einen Aufenthalt im Kloster Neustift bei Brixen.
- Hans Kotter beendet sein Studium bei Paul Hofhaimer, das er 1498 begonnen hatte und wird bis 1508 Organist am sächsischen Hof in Torgau.
- Jacob Obrecht, der seit 31. Dezember 1498 wieder als Succentor an die Kirche St. Donatian in Brügge tätig ist, erkrankt im Sommer schwer und wird auf eigenen Wunsch im September entlassen. Durch Pfründen und andere Gunstbeweise versucht das Kapitel an St. Donatian ihn in Brügge zu halten.
- Matthaeus Pipelare wirkt von 14. März 1498 bis 30. April 1500 in der Illustre Lieve Vrouwe Broederschap (Marienbruderschaft) in ’s-Hertogenbosch.
- Adam Rener, der mindestens seit 1498 Chorknabe in der Kantorei von König Maximilian I. in Innsbruck ist, begibt sich im Jahr 1500 „ad studium“ nach Burgund. Aus dem Beleg hierfür geht nicht hervor, dass ein Universitätsstudium gemeint ist; ebenso gut könnte Rener in der burgundischen Hofkapelle seine musikalischen Fertigkeiten weiter ausgebildet haben. Darauf deutet auch hin, dass er nach seiner Rückkehr an den habsburgischen Hof im Jahr 1503 als Komponist bezeichnet wird.
- Pierre de la Rue ist seit 1492 Mitglied der habsburgisch-burgundischen Hofkapelle.
- Georg von Slatkonia war Kantor an der Wiener Hofmusikkapelle und ab 1498 deren Leiter. Von seiner eigenen Kompositionstätigkeit sind keine Werke erhalten.
- Petrus Tritonius ist von 1500 bis 1502 als Lateinlehrer an der Domschule in Brixen (Tirol) tätig.
- Sebastian Virdung hat von 1500 bis 1507 die Kaplanei der Burg Stahleck bei Bacharach inne.
- Um 1500 wird in Antwerpen eine Musikergilde gegründet.[7]
- In Köln wird um 1500 eine Schule für theoretische Musik gegründet, um die neuen humanistischen Ideen zu verbreiten.[8]

### England
- Sir John Baldwyn ist Vikar und Sänger an der Kathedrale von Wells.[9]
- Richard Hygons ist seit 1487 Erster Organist an der Kathedrale von Wells.[10]

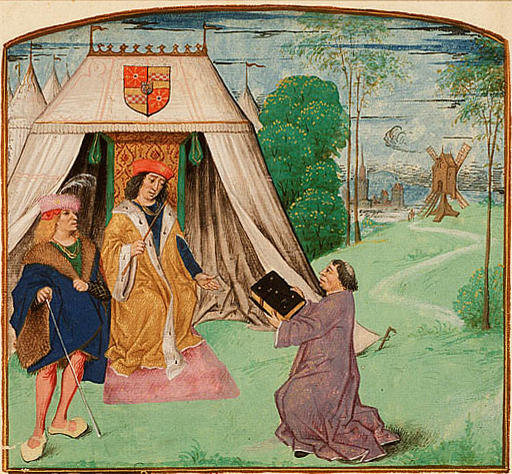
Jean Molinet präsentiert sein Buch Philipp von Kleve-Ravenstein (1500)

### Frankreich
- 06. August: Der aus Gent stammende Komponist und Sänger Alexander Agricola wird als Kantor (chapelain et chantre) am burgundischen Hof Philipps des Schönen (Regierungszeit 1493–1506) angestellt und bleibt in dieser Stellung bis zu seinem Tod im Jahr 1506. Diese Hofkapelle gilt als das führende Ensemble in Europa. Ihr gehört zu dieser Zeit auch der Komponist, Sänger und Kleriker Pierre de la Rue an.
- 16. November: Antoine Brumel erklärt seinen Rücktritt vom Amt des „magister puerorum“ (Lehrer der Singknaben) am Kapitel von Notre-Dame in Paris, das er seit dem 5. Januar 1498 bekleidet. Nach der Rückkehr von einem zweiwöchigen Urlaub im September 1500 war es zu größeren Spannungen mit seinen Dienstherren gekommen. Er hatte trotz zweieinhalbjährigem Dienst noch keine Präbende bekommen und musste mehrmals ausstehende Geldbeträge einfordern. Außerdem war ein von ihm für die Maîtrise vorgeschlagener Sängerknabe abgelehnt worden.
- Jean l’Héritier ist – laut einer zeitgenössischen Notiz – kurz nach 1500 Schüler von Josquin Desprez.
- Jean Molinet ist seit 1482 Historiograph (Chronist) und Hofdichter am herzoglichen Hof von Philipp dem Schönen (Regierungszeit 1482–1506) in Burgund. Hier ist er mit Musikern und Komponisten wie Johannes Ockeghem, Loyset Compère, Verjus und Antoine Busnoys befreundet.
- Im Februar 1500 tritt der südniederländische Organist und Musiklehrer Henry Bredemers in die Kapelle Philipps des Schönen ein.[11]
- Jean Mouton ist „maistre des effans“ an der Kathedrale von Amiens. Der Beginn dieser Tätigkeit ist nicht bekannt. In diesem Jahr ersuchte er den Rat der Stadt ein Mysterienspiel zur Passion aufzuführen, Mystère de la Passion. Dieses war zuvor in Doullens aufgeführt worden.[12]

### Italien
- Marco Cara steht seit 1495 und bis 1525 als Lautenvirtuose im Dienst der Familie Gonzaga in Mantua, die zu seiner Zeit Künstler aller Richtungen fördert.
- Juan del Encina lebt ab dem Jahr 1500 in Rom, nachdem ihm die Stelle als Kapellmeister an der Kathedrale von Salamanca verweigert worden war. In Rom wird er die Gunst mehrerer Päpste genießen, darunter Alexander VI., Julius II. und Leo X.[13]
- Gaspar van Weerbeke, der ein Angebot aus Ferrara von Herzog Ercole I. d’Este vom November 1499 abgelehnt hat, kehrt nach Rom zurück und dient ab dem Jahr 1500 als Sänger der päpstlichen Kapelle. Diese Stellung bekleidet er mindestens bis Ende 1515.
- Sano di Goro, auch Ansanus S, italienischer Sänger und Komponist, zuvor Sängerknabe an der Kathedrale von Siena, wird zum Priester ordiniert und als erwachsener Sänger an der Kathedrale angestellt.[14]
- Johannes Burckard war von 1483 bis 1503 päpstlicher Zeremonienmeister. Somit war für die gesamte Liturgie und die Ausrichtung aller anderen Zeremonien am päpstlichen Hof verantwortlich.[15]
- Zampaula dalla Viola war von 1478 bis um 1500 Instrumentalist am Hof von Ferrara. Sein Bruder Andrea dalla Viola diente dort von 1470 bis 1506. Dessen Sohn Agostino dalla Viola, der von 1497 bis 1522 ein namhafter Sänger und Instrumentalist am Hof war, war als Agostino da Ferrara bekannt.[16]
- Franchinus Gaffurius ist seit 1484 Kapellmeister am Mailänder Dom.[17]
- Der Begriff Kyriale taucht das erste Mal um 1500 auf. Er wird im Titel des 1499/1500 in Rom gedruckten Graduale secundum morem sancte romane ecclesie, integrum et completum videlicet dominicale sanctuarium commune et cantorinum sive kyriale des Francis von Brügge verwendet.[18]

### Polen-Litauen
- Heinrich Finck ist seit 1498 Mitglied der Kapelle des Großfürsten Alexander von Litauen, dem späteren König von Polen in Vilnius.[19]

## Vokalmusik

### Geistlich
- Loyset Compère – Credo mon pére, entstand zwischen 1500 und 1500
- Ranlequin de Mol – Ave decus virginum: Noten und Audiodateien im International Music Score Library Project
- The Fayrfax Manuscript: Noten und Audiodateien im International Music Score Library Project

### Weltlich
- Heinrich Isaac – Fortuna disparata: Noten und Audiodateien im International Music Score Library Project
- Unbekannter Künstler – Met desen nieuwen Jare: Noten und Audiodateien im International Music Score Library Project

## Musiktheoretische Schriften
- Franchinus Gaffurius – De harmonia musicorum instrumentorum opus, im Manuskript fertiggestellt, aber nicht publiziert.[17]
- Michael Keinspeck – Lilium musicae planae Das Werk wird nach Ausgaben in Basel (1496), Ulm (1497), Augsburg (1498) ein zweites Mal in Augsburg aufgelegt. Es ist ein Handbuch zur Einführung in den gregorianischen Gesang für Priester und Studenten und basiert auf Schriften Hugo Spechtsharts von Reutlingen aus dem Jahr 1488.[20]

## Geboren

### Geboren vor 1500
- Georg Blanckenmüller, deutscher Komponist
- Simon Cellarius, deutscher lutherischer Kantor und Pfarrer († 1544)
- Hans Gerle, deutscher Lautenist und Komponist († 1554)
- Jean Milleville, französischer Musiklehrer († nach 1573)
- Peter van Wilder, Violenspieler, Flötist und Lautenist († nach 1562)

### Geboren um 1500
- Johannes Aal, Schweizer Theologe, Komponist und Dramatiker († 1551)
- Erasmus Alber, deutscher Theologe, Reformator und Verfasser von Kirchenliedern und Fabeln († 1550)
- Paolo Animuccia, italienischer Komponist († 1569)
- Matthias Apiarius, schweizerisch-deutscher Buchdrucker, Komponist und Topograf († 1554)
- Guillaume Belin, französischer Sänger und Komponist († 1568)
- Georgio Borgia, italienischer Komponist († 1580)
- Arnold von Bruck, franko-flämischer Komponist, Kapellmeister und Kleriker († 1554)
- Jakob Buus, flämischer Komponist († 1565)

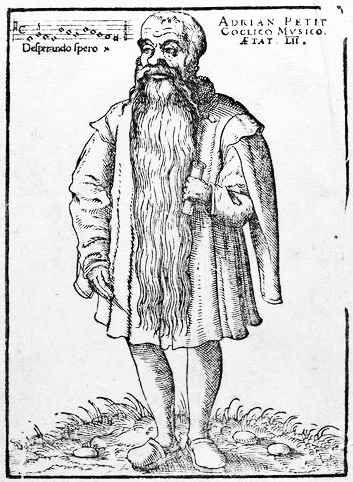
Adrianus Petit Coclico

- Adrianus Petit Coclico, südniederländischer Sänger und Komponist († nach September 1562)
- Benedikt Gletting, Schweizer Lehrer und Liedtexter († 1565)
- Virgilius Haugk, deutscher Komponist († vor 1555)
- Nikolaus Hermann, deutscher Kantor, Lehrer und Schöpfer von Kirchenliedern († 1561)
- Tomáš Jaroš, böhmischer Metallgießer, Glockengießer und Büchsenmacher († um 1570)
- Robert Johnson, schottischer Priester und Komponist († um 1560)
- Auctor Lampadius, deutscher Musiktheoretiker und Komponist († 1559)
- Mathieu Lasson, französischer Komponist († 1553)
- Francesco Lupino, italienischer Komponist († um 1573)
- Luis Milán, spanischer Komponist († um 1561)
- Jacques Moderne, französischer Musikverleger und Drucker italienischer Herkunft († nach 1560)

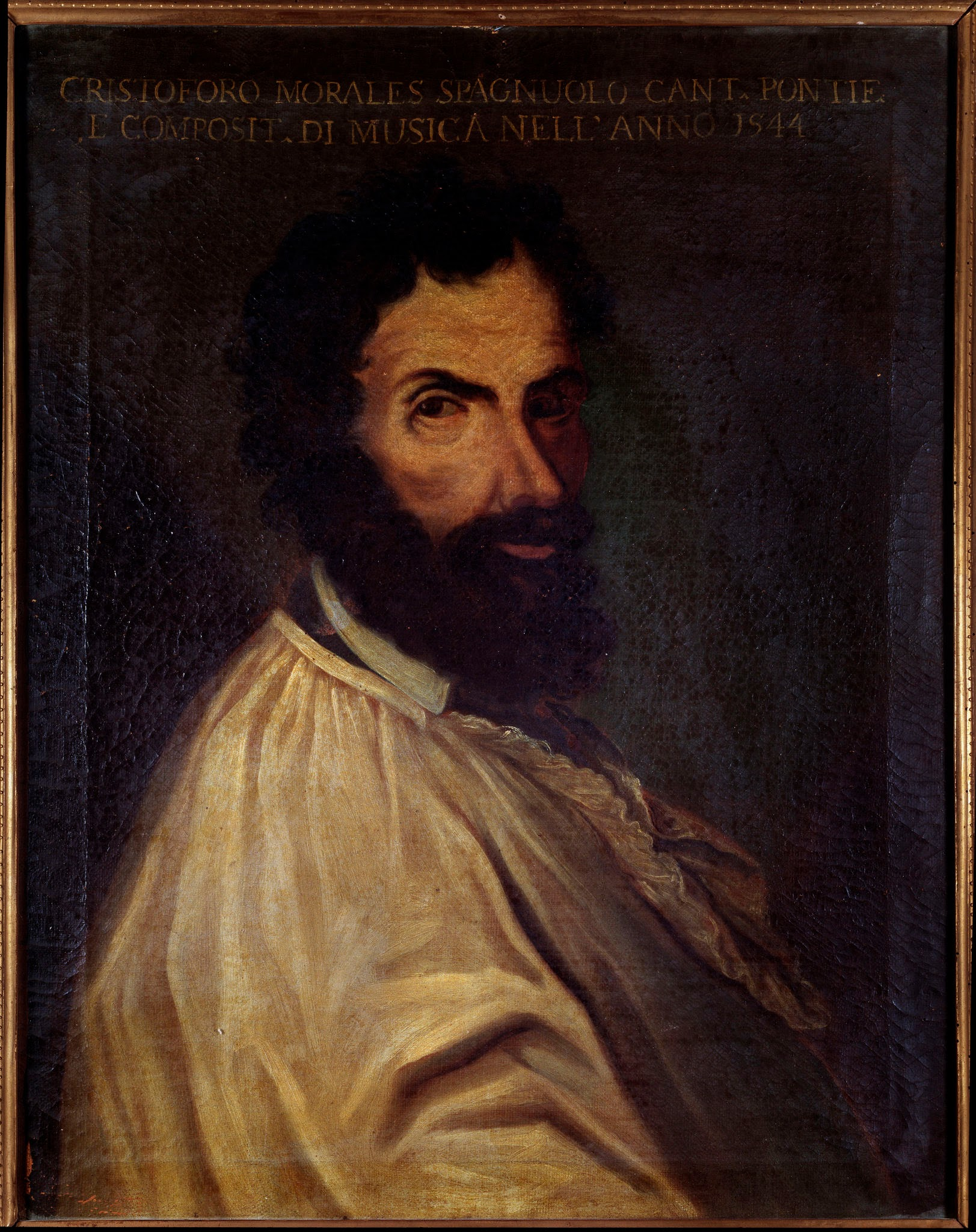
Cristóbal de Morales

- Cristóbal de Morales, spanischer Komponist († 1553)
- Albert de Rippe, italienischer Lautenist und Komponist († 1551)
- Sigmund Salminger, deutscher Kirchenlieddichter, Komponist sowie Herausgeber von Liedersammlungen († um 1554)
- Jörg Schechner, Wollweber, Anhänger der reformatorischen Täuferbewegung und Nürnberger Meistersinger († 1572)
- Wolfgang Schmeltzl, deutscher Komponist, Dichter, Schulmeister und katholischer Pfarrer († um 1564)
- Bartolomeo Trosylho, portugiesischer Komponist († um 1567)
- Enríquez de Valderrábano, spanischer Vihuelist und Komponist († nach 1557)
- Juan Vásquez, spanischer Renaissance-Komponist, Kantor, Kapellmeister und römisch-katholischer Priester († nach 1560)
- Matthias Hermann Werrecore, franko-flämischer Komponist, Sänger, Kapellmeister und Presbyter († nach 1574)
- Philip van Wilder, franko-flämischer Komponist und Lautenist († 1554)
- Ambrosius Wilfflingseder, deutscher Musikpädagoge († 1563)

## Gestorben

### Todesdatum gesichert
- 10. August: Serafino de’ Ciminelli dall’Aquila, italienischer Musiker und Dichter (* 1466)

### Gestorben um 1500
- Guillem Despuig, Musiktheoretiker, Musiker und katholischer Geistlicher (* um 1420)

### Gestorben nach 1500
- Jean Japart, franko-flämischer Komponist, Sänger und Kleriker (* um 1450)